# 胡玉堂
胡玉堂（1897年—1967年），佤族，佤名困散（困亦作“昆”），云南沧源县班老人，班老王困鄂之弟。

## 生平
少年时期在班洪等佛寺当和尚，青年时候游历缅甸等地。英国占领缅甸后，侵略矛头直指云南，以佤山首当其冲，英军对葫芦王地银矿十分在意，企图以中缅南段未定界为名实现云南边地的合法化。1932年，胡玉堂到缅甸木邦等地探亲访友，沿途亲眼目睹了英国侵略者的暴行，心中激起了保家卫国的责任。返回家后，他把在缅甸的所见所闻告诉父亲和寨人，建议父亲组织武装以防患英军入侵。1930年，英国采用以武力恐吓和金钱物资收买等手段，买通了班弄上层马美廷、户板头人宋钟福和永邦小麻哈。这三人伙同英国总工程师伍波朗签订了《开办炉房银矿办法》。继而英以重金厚礼收买胡玉堂，遭到严词拒绝。1931年到1934年，班洪抗英事件爆发，英方多次到班老、班洪以交友送礼物手段试图收买班洪王、班老王，都被严词拒绝后，英方又去收买胡玉堂，表示愿意以两万银元给部落头人，让他把班老归属英国。1934年，胡玉堂建班老佤族守边自卫队。
胡玉堂精通多国语言，多次出面处理外部事务，他参加了班老、班洪举行的剽牛盟誓和“南依河之战”、“龙头山之战”、“南滚河之战”，以及配合“义勇军”收复班老之战。1934年3月，胡玉堂被推选为葫芦王地十七王请愿团副代表，到昆明晋谒龙云，报告战事、请求发兵援助。1934年2月，英国侵略军两千余人向班老、班洪等地进犯。胡玉堂配合班老部落困刚组织群众武装在南依河抗拒英军，并到孟定、耿马购买枪支弹药，支援前线战斗。南依河抗英失败，班老寨被烧后，胡玉堂掩护老人和妇女转入南滚河丛林中继续坚持抗英。之后参与龙头山战役，重创英军，后配合西南义勇军和各地各族人民继续打击英军。
1935年7月，中英第二次会勘边界时，胡玉堂参加中英会勘中缅边界南段未定界，力主滚弄江以北属中国领土，力争回归中国。1936年2月，胡玉堂率班老部落头人十余人到公明山参加部落头目剽牛盟誓，联合起草发布了《佧佤十七王敬告全国同胞书》。1948年，胡玉禄病故，胡玉堂继承班老部落王位。胡玉堂继承班老王位后，坚决不承认中国国民政府与英国秘密划定的“一九四一年线”，反对缅英人员入境登记户口，拒绝英缅封官的邀请，后迁居至甘勐寨（今芒卡镇境内）。
1955年，在中缅两国勘界谈判前，胡玉堂与保卫国商议，把木刻和印章等宝物送到昆明，要求回归祖国版图。为了表示回归祖国的决心，他又与班洪代王及各寨头人联合在班老举行“剽牛盟誓大会”。同年，胡玉堂被邀请到北京参加1955年国庆观礼，期间拜见毛泽东、周恩来。为解决中缅边界问题，1956年12月，胡玉堂不顾境内外李弥集团的威胁和迫害，果断前往芒市参加中缅边民联欢大会，并在芒市受到周恩来的亲自接见，期间再次向周恩来达了班老部落回归祖国的愿望和决心。之后，胡玉堂继续为班老的回归积极努力。1958年，缅甸政府邀请他和保卫国到腊茂，并准备为其封官割地，但他俩拒绝，表示坚决归服中国。
1955年被推选为全国政协委员，云南省政协常委。1960年10月1日，中缅两国总理签订了《中华人民共和国和缅甸联邦边界条约》。该条约中，缅甸方面同意把按照1941年6月18日中英两国政府换文的规定属于缅甸的班洪、班老部落辖区划归中国，成为中国领土的一部分。胡玉堂应邀参加中缅双方签订《中缅边界条约》签字仪式。1961年6月5日，成立云南省班洪、班老地区行政管理委员会，胡忠华为主任、胡玉堂担任副主任（其他副主任为赵廷俊、胡忠银、李华新）。文化大革命期间，受到迫害。1967年2月，被迫外迁到缅甸避难。同年6月病故于缅甸塔田。